# برت فنسی
برت فنسی (انگلیسی: Brett Fancy؛ زادهٔ ۴ ژانویهٔ ۱۹۶۴) بازیگر اهل بریتانیا است. وی از سال ۱۹۸۵ میلادی تاکنون مشغول فعالیت بوده‌است.
از فیلم‌ها یا برنامه‌های تلویزیونی که وی در آن نقش داشته‌است، می‌توان به شیادها، لوتر، تلفات، شاهد خاموش، ایست‌اندرز، جزیره گنج، پاسگاه و آخرین ادای احترام اشاره کرد.